# François Colimon
Pour les articles homonymes, voir Colimon.
François Colimon, né le 10 juillet 1934 aux Gonaïves dans le département de l'Artibonite à Haïti et mort le 4 novembre 2022 à Port-au-Prince, est un père monfortain haïtien, évêque émérite de Port-de-Paix (Haïti) à partir de mars 2008.

## Biographie
François Colimon est ordonné prêtre chez les missionnaires de la compagnie de Marie ou monfortains (C.M.M) le 11 février 1962.
Jean-Paul Ier le nomme évêque coadjuteur de Port-de-Paix le 18 septembre 1978, aux côtés de Mgr Rémy Augustin. Il est consacré le 8 décembre suivant par Mgr Luigi Conti, alors nonce apostolique en Haïti avec comme co-consécrateurs François-Wolff Ligondé, François Gayot, Jean-Jacques Claudius Angénor (fi), Emmanuel Constant (de) et Joseph Willy Romélus. Le 22 février 1982, il succède à Mgr Augustin.
Lui-même se retire le 1er mars 2008 à 73 ans, laissant le siège épiscopal à Mgr Pierre-Antoine Paulo, évêque coadjuteur du diocèse depuis 2001.
François Colimon est mort le 4 novembre 2022 à l'hôpital Saint-François de Sales à Port-au-Prince.